# Загитов, Газий Казыханович
Газий (Газетдин) Казыханович Загитов (20 августа 1921 — 23 августа 1953) — участник Великой Отечественной войны, 30 апреля 1945 года в 22 часа 40 минут в составе штурмовой группы под командованием гвардии капитана В. Н. Макова первым водрузил Красное Знамя над зданием рейхстага в Берлине. При этом Загитов был ранен в грудь навылет, но продолжил бой.

## Биография

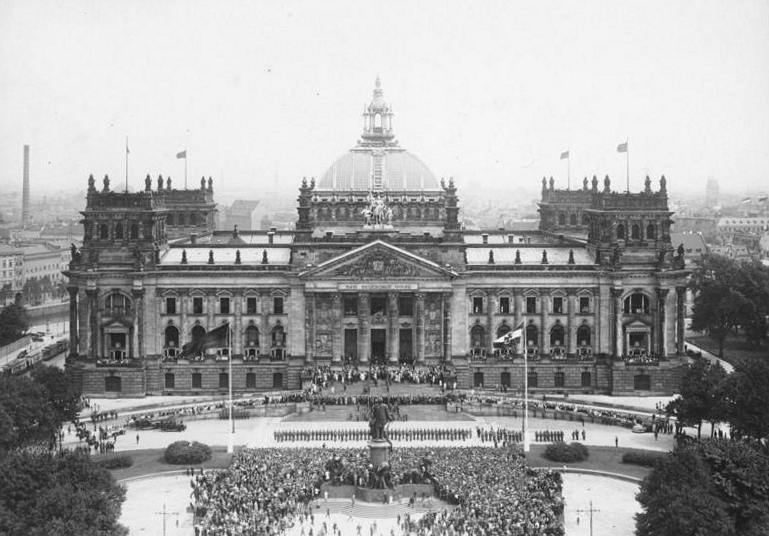
Вид на западный фасад Рейхстага, 1926 г. Над центральным входом видна скульптурная группа «Германия», на которой штурмовая группа Макова в 22:40 30 апреля 1945 года водрузила красный флаг.

Бойцы группы капитана В. Н. Макова. Слева-направо: сержанты М. П. Минин, Г. К. Загитов, А. П. Бобров, А. Ф. Лисименко.

Газетдин Загитов родился 20 августа 1921 года в татарской деревне Янагушево Мишкинского района БАССР (СССР). По национальности татарин. Призван в ряды РККА 19 октября 1940 года с третьего курса Бирского медицинского училища. Во время войны окончил курсы младших офицеров. Дошёл до Берлина, где воевал в разведке 136-й армейской пушечной артиллерийской бригады 79-го стрелкового корпуса 3-й ударной армии в звании сержанта.
27 апреля 1945 года в составе корпуса были сформированы штурмовые группы добровольцев для захвата рейхстага и установления Красного Знамени. Одну из них в составе 25 человек возглавлял капитан В. Н. Маков. Группа действовала совместно с батальоном капитана С. А. Неустроева. К вечеру 28 апреля войска переправились через Шпрее со стороны района Моабит по мосту Мольтке (ныне — Вилли-Брандт-штрассе) и вышли с северо-западной стороны к рейхстагу. Загитов вместе со старшими сержантами М. П. Мининым, А. Ф. Лисименко, сержантом А. П. Бобровым из группы В. Н. Макова ворвались в здание рейхстага. Не замеченные противником, они нашли запертую дверь и выбили её бревном. Поднявшись на чердак, через слуховое окно пробрались на крышу над западным (парадным) фронтоном здания. Они установили знамя в отверстие короны скульптуры Богини Победы.
М. П. Минин вспоминал:
Впереди бежал Гия Загитов, который предусмотрительно захватил с собой фонарик. Им-то он и освещал путь по полуразрушенной лестнице. Все выходящие на неё коридоры мы забрасывали гранатами и прочёсывали автоматными очередями…
Перед самым чердаком я на ходу запасся «древком», сорвав со стены полутораметровую тонкостенную трубку.
Достигнув просторного чердака, мы столкнулись с проблемой: как выбраться на крышу. И снова выручил Г. Загитов, высветив фонариком грузовую лебёдку и две массивные, уходящие куда-то наверх цепи. По звеньям этой цепи через слуховое окно мы выбрались на крышу над западным фронтоном здания. И здесь у еле различимой в темноте башни Загитов и я стали прикреплять Красное знамя. Вдруг на фоне огненного зарева от разорвавшегося на крыше снаряда Лисименко заметил наш дневной ориентир — скульптурную группу: бронзового коня и огромную фигуру женщины в короне. Сразу же решили, что лучше установить знамя там.
Ребята подсадили меня на круп вздрагивающего от разрывов снарядов и мин коня, и я закрепил знамя в короне бронзовой великанши…

Засекли время. Было 22 часа 40 минут по местному времени.
Группа охраняла подступы к Знамени до 5 часов утра 1 мая, после чего по приказанию генерала Перевёрткина покинула Рейхстаг.
Командование 136-й артиллерийской бригады 1 мая 1945 года представило всю группу к высшей правительственной награде — присвоению звания Героя Советского Союза. Однако 18 мая 1945 года они были награждены орденами Красного Знамени.
После войны Гази Загитов вернулся в родной аул в Башкирии, работал председателем колхоза и механиком на МТС. Награждён многими орденами и медалями, в том числе Красной Звезды.
Погиб в автокатастрофе 23 августа 1953 года.

## Награды
- Медаль «За боевые заслуги»[13]
- Медаль «За отвагу»[14]
- Орден Славы III степени[6]
- Орден Славы II степени[7]
- Орден Красного Знамени[15]

## Статьи
- Кто поднял знамя над рейхстагом: Ошибочное донесение долгие пять десятилетий мешало назвать имена подлинных героев ночного штурма // Псковская правда. — 1995. — 10 июня. — С. 2.
- Герасимова, Т. Герои, о которых умолчали / Т. Герасимова // Островские вести. — 2003. — 21 июня. — С. 2. — О встрече молодых воинов частей гарнизона Острова — 3 с Героем Советского Союза Михаилом Петровичем Мининым, который рассказал о своём участии в операции по взятию Рейхстага в 1945 году.
- Абросимов, А. Михаил Минин: «Мы воевали не за награды» / А. Абросимов // Аргументы и факты. — 2004. — Май (№ 18). — С. 2. — (АиФ. -Северо-Запад ; № 18).
- Павлова, Л. К чему ведут перемены? / Л. Павлова // Стерх. — 2005. — 1 июня (#42). — С. 3. — О ходатайстве депутата обл. Собрания П. Николаева о присвоении звания Героев России участникам Великой Отечественной войны, которые под руководством Владимира Макова установили первое знамя на рейхстаге. Среди них живущий в Пскове Михаил Минин.